# انجمن جانورشناسی فرانکفورت
انجمن جانورشناسی فرانکفورت (به انگلیسی: Frankfurt Zoological Society) (به اختصار FZS) یک سازمان حفاظت بین‌المللی است که در سال ۱۸۵۸ با مقری در فرانکفورت آلمان تأسیس شد. جامعه جانورشناسی فرانکفورت بر روی حفظ تنوع زیستی و حفاظت از حیات‌وحش و بوم‌سازگان‌ها در مناطق حفاظت شده و مکان‌های وحشی برجسته تمرکز دارد. این سازمان رهبری و پشتیبانی حدود ۴۰ پروژه در ۱۹ کشور را بر عهده دارد. برنارد گریمک مدیر باغ‌وحش آلمان، متخصص زیست‌شناسی، نویسنده کتاب، سردبیر و محافظ حیوانات در غرب آلمان پس از جنگ، بیش از چهل سال به عنوان رئیس جامعه جانورشناسی فرانکفورت مشغول به کار بود.

## تاریخچه
جامعه جانورشناسی فرانکفورت در سال ۱۸۵۸ توسط شهروندان فرانکفورت به وجود آمد تا باغ‌وحش و باغ جانورشناسی فرانکفورت را تأسیس کنند که تا جنگ جهانی اول به کار خود ادامه داد. سپس شورای شهر مسئولیت باغ‌وحش را تا سال ۱۹۵۰ زمانی که جامعه دوباره به انجمن توسعه باغ وحش تبدیل شد، به عهده گرفت. در دهه ۱۹۵۰ جامعه در حفاظت از سرنگتی وارد شد و شروع به حمایت از توسعه پارک‌های ملی در آفریقا کرد. از آن به بعد جامعه به‌طور فزاینده‌ای در حفاظت و حفظ حیوانات در معرض خطر و محیط آن‌ها در سراسر جهان نقش داشته است.

## فعالیت‌ها
جامعه جانورشناسی فرانکفورت پشتیبانی تدارکاتی را برای مناطق حفاظت شده در سراسر جهان فراهم می‌کند. جامع آموزش‌های مربوط به حفاظت را فراهم می‌کند و به سازمان‌هایی که در ایجاد مناطق حفاظت شده مشغول هستند مشاوره می‌دهد. جامعه جانورشناسی فرانکفورت در برنامه‌های حفاظت از گونه‌های در معرض خطر شرکت می‌کند و گونه‌های در معرض خطر را وارد می‌کند، زمین را برای مناطق حفاظت شده به ارمغان می‌آورد و به حفاظت و احیای مناظر طبیعی کمک می‌کند.

## طرح‌ها

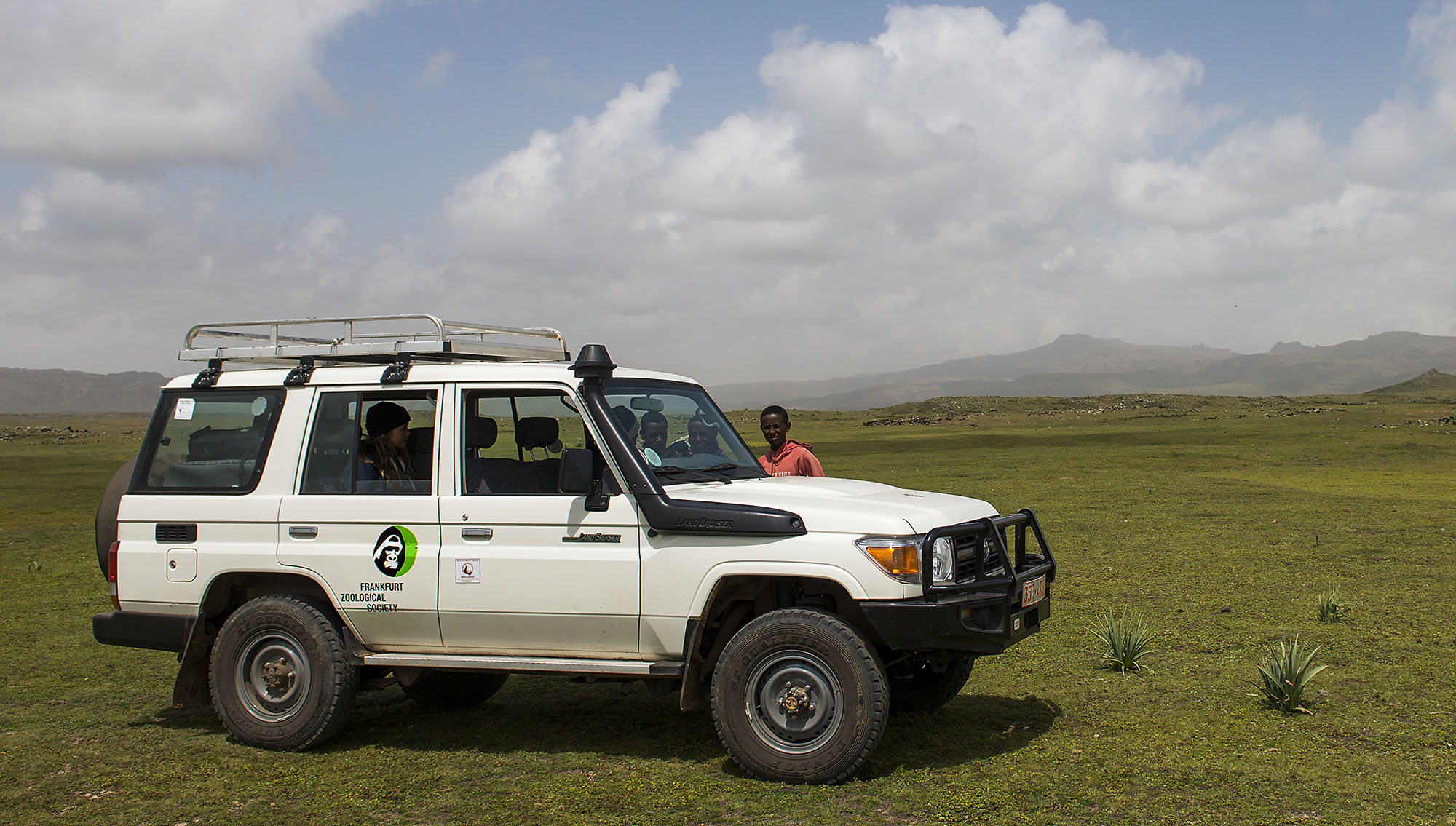
خودروی انجمن جانورشناسی فرانکفورت در کوه‌های بیل در اتیوپی

طرح‌ها برای بلند مدت طراحی شده و در همکاری نزدیک با سازمان‌های محلی انجام می‌شود. جامعه جانورشناسی فرانکفورت تلاش‌های خود را بر روی زیستگاه‌ها در چمنزارها، تالاب‌ها، جنگل‌ها و کوه‌ها متمرکز می‌کند. تمام طرح‌ها هدف مشترک حفظ بیابان و تنوع زیستی را دنبال می‌کنند.

### آفریقا
به‌طور سنتی، بسیاری از پروژه‌های جامعه جانورشناسی فرانکفورت در تانزانیا قرار دارد. در حال حاضر، جامعه جانورشناسی فرانکفورت در حفاظت از سرنگتی، سلوس و بوم‌سازگان محله فعالیت می‌کند و تحقیقات را برای حفظ زیستگاه‌های خطرناک آفریقای شرقی انجام می‌دهد. داده‌ها و اطلاعات مهاجرت توسط جنگل‌بانان، دانشمندان و دامپزشکان جمع‌آوری شده و آموزش‌های زیست‌محیطی ارتقا یافته است. پروژه‌های بیشتر در زیمبابوه، زامبیا و جمهوری دموکراتیک کنگو (پارک ملی ویرونگا) واقع شده است. نمونه‌هایی از شرکای محلی، پارلمان ملی تانزانیا (به اختصار TANAPA) و مؤسسه تحقیقات حیات‌وحش تانزانیا (به اختصار TAWIRI) است.

### آسیا
یکی دیگر از پروژه‌های مهم در سوماترا مرکزی واقع شده است: حفاظت از پارک ملی بوکیت تیگاپولو برای حفاظت از جنگل‌های بارانی و حیات وحش. این پروژه با هدف اسکان مجدد و بازگرداندن اورانگوتان صادر گشته که برای زندگی خود در طبیعت از طریق «مدرسه جنگل» تهیه شده است. جنبه‌های دیگر کار بر روی منطقه جلوگیری از تعارض بین انسان‌ها و فیل‌ها، آموزش‌های زیست‌محیطی و ابتکارات حمایت از مردم محلی در تعادل رشد اقتصادی و سنت‌های آن‌ها است. شرکای مهم پروژه در پارک ملی بوکیت تیگاپولو و همچنین پروژه اورانگوتان، اداره حفاظت از استان جامبی و صندوق جهانی طبیعت است.